# Sybra catopa
Sybra catopa är en skalbaggsart som beskrevs av Dillon 1952. Sybra catopa ingår i släktet Sybra och familjen långhorningar.
Artens utbredningsområde är Fiji. Inga underarter finns listade i Catalogue of Life.